# El chofer
El chofer é uma telenovela mexicana, produzida pela Televisa e exibida em 1974 pelo El Canal de las Estrellas.

## Elenco
- Jorge Rivero - José
- Linda Cristal - Julia
- Milton Rodríguez - Luigi
- Anita Blanch - Carmelita
- Jorge Vargas - Manuel
- Olga Breeskin - Nora
- Susana Dosamantes - Pilar
- Nelly Meden - Alicia
- Carlos Piñar - Andrés
- Susana Alexander - Tania
- Sonia Furió - Soledad
- Sergio Jiménez - Rogelio
- Pilar Pellicer - Silvia
- Armando Silvestre - Román
- Alejandro Ciangherotti - Armando
- Adriana Roel - Laura
- Silvia Mariscal - María
- Socorro Avelar - Olvido
- Guillermo Zarur - Lobitos
- Lucy Tovar - Paty
- Fernando Mendoza - Eustaquio
- Lourdes Canale - Lulú
- Martín Cortés - Samuel
- Sergio Zuani - El Tuerto
- Carmen Salinas - Lorena
- Roberto Antúnez - Pablo
- Ignacio Rubiell - El Profe